# Pellagra

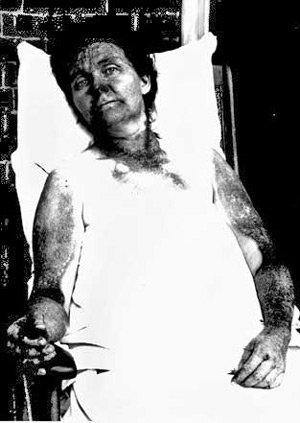
Žena postižená Pellagrou

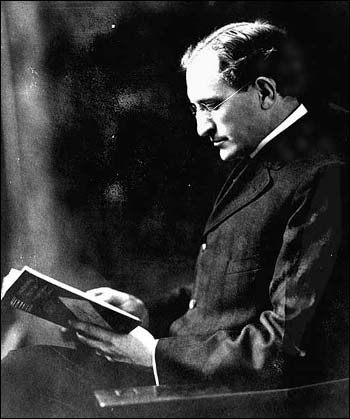
Dr. Joseph Goldberger – objevitel metody léčby Pellagry

Pellagra  (česky také pelagra, lombardské či červené malomocenství) je systémové onemocnění vznikající na podkladě avitaminózy, tj. nedostatku vitaminu niacinu (angl.zkr. NIcotinic ACid vitamIN; rovněž známého jako vitamin B3 či kyselina nikotinová, dříve „vitamin PP“ – z angl. Pellagra Preventive factor) a bílkovin obsahujících aminokokyselinu tryptofan (ze které si tělo niacin vyrábí).
V oblastech jako je Afrika, Mexiko, Indonésie či Čína jde i v dnešní době o poměrně častou chorobu, přičemž většinu nemocných tvoří lidé z chudších společenských vrstev, často jde o bezdomovce, alkoholiky, někdy také o duševně nemocné, kteří odmítají potravu. Tryptofan, jenž je tělem metabolizován v niacin, je obsažen především v mase, vejcích a rovněž v sóje. Nejrozšířenější je pellagra v komunitách, u kterých majoritní složku potravy tvoří kukuřice, např. na jihoamerickém venkově.
Pellagra může být dle příčin buď primární, nebo sekundární. Primární je způsobena nedostatkem niacinu ve stravě a sekundární vzniká, pokud sice je dostatek niacinu ve stravě, ale je narušeno jeho vstřebávání a využití jinými okolnostmi, například průjmovými onemocněními, alkoholismem, u pacientů užívajících některé speciální léky nebo u vrozených poruch metabolismu.
Tři základní příznaky určující pellagru, tzv. příznaková triáda, neboli 3D
- Dermatitida (přecitlivělost, zánětlivé změny)
- Diarea (průjem, ztráta na váze, nechutenství)
- Demence (zmatenost, nespavost, slabost, halucinóza)

## Historie
Pellagra byla popsána poprvé v roce 1735 španělským lékařem Gasparem Casalem, jehož zásluhou vznikl jeden z prvních klinicky diferenciovaných syndromů. V oné době sužovaly pellagraické epidemie zejména zemědělské oblasti ve Středomoří, odtud tzv. asturské či lombardské malomocenství. Z italštiny pochází i její pojmenování – pelle agra, doslova „drsná kůže“. Prakticky od počátku byla známá souvislost s kukuřicí, soudilo se ale, že jde o otravu jakousi látkou, obsaženou ve zkažené kukuřici. V roce 1900 došlo k epidemii pellagry v jižní části USA, jen v prvních deseti měsících roku 1915 bylo v Jižní Karolíně zaznamenáno 1306 úmrtí v důsledku pellagry. Při této epidemii objevil americký lékař Joseph Goldberger konečně metodu léčení choroby – podávání malé dávky kvasnic či vyváženou dietu. Souvislost mezi pellagrou a nedostatkem niacinu byla objevena teprve v roce 1937.

## Symptomy
V počátcích onemocnění se objevuje zejména pronikavá únava, malátnost, nechutenství a nespavost. Současně je patrná jistá přecitlivělost pokožky na sluneční svit, jenž zprvu působí nepříjemné podráždění a zarudnutí, objevující se symetricky na hřbetech rukou a postupující na předloktí až po okraje oblečení (tzv. pellagrické rukavice), déle se objevují symetrické zarudnutí na obličeji a krku, kde sice v horní části kvůli stínu brady je zasažení mírnější, ale pokračuje v dolní části krku a na horní části hrudníku, podle šíře a tvaru límce oblečení (tzv. Casalův náhrdelník). Později toto kožní postižení hyperpigmentuje (hnědne)  a přechází ve svou jizevnatou formu, zanechávaje ztemnělou hyperkeratózu a šupinaté trhliny, přičemž je charakteristické jasně patrné vymezení mezi postiženou a zdravou kůží (krytou oděvem). Běžná je rovněž degenerace periferního nervstva, projevující se parestéziemi až ztrátou citlivosti, také nadměrnými šlachovými reflexy. Trávicí obtíže a průjem doprovází bolestivé zanícení jazyka a ústní dutiny, posléze se rozvíjí i dráždění či pálení jícnu, žaludku a tračníku; vředovitost, nauzea a zvracení, ve stolici se objevuje krev. Jazyk má nápadně sytě červený vzhled, barvu lze přirovnat k hovězímu masu nebo tzv. malinovitému jazyku. Jsou zcela vymizelé nitkovité papily, na hrotu a boku jazyka jsou pozorovány největší změny, stejně jako na jeho spodní ploše. Spodina ústní je navíc postižena erozemi a vřídky s bělavým povlakem. Tyto změny mohou být i kdekoliv na sliznici. Navíc dochází k nezvyklé stálé sekreci řídké sliny. Neléčená pellagra vede v pozdější fázi nemoci k degeneraci kortikálních neuronů, jader hlavového nervstva, pontu i míšních drah, což má za následek mnohočetné neurologické projevy zahrnující bolesti hlavy, poruchy rovnováhy, zmatenost, podrážděnost, halucinace a celkovou slabost, ke konci se zpravidla objevuje delirium, otupělost, kóma a smrt.
V Česku vyskytují málo vyvinuté nekompletní formy s plíživým průběhem a někdy se spontánními relapsy.[chybí lepší zdroj]

## Diagnóza
Pellagru nelze diagnostikovat žádným chemickým testem. Je založena pouze na příznacích nemoci a na důkladné zpětné analýze pacientovy stravy. Pokud informace o stravě napovídají nedostatku niacinu, nasazuje se léčba a pozoruje se reakce pacienta na zvýšené podávání niacinu.

## Léčba
Léčba spočívá v podávání niacinamidu (niacin v čisté formě může mít nepříjemné vedlejší účinky, jako je svědění, pálení a zarudnutí), přesné dávkování poté závisí na stavu nemocného jedince. Podávat se může jak ústně, tak injekčně (v případě průjmu, který může způsobit snížené vstřebávání).
Dávkování při léčbě:
- Obvyklá léčebná dávka je 300 – 500 mg/den ústně a 100 – 250 mg injekčně 2–3x denně.[9]
- Při těžkých případech, kdy nemoc postoupila k syndromu encefalopatie, se podává 1000 mg ústně a 100 – 250 mg injekčně.[9]

Po zlepšení příznaků nemoci se podává udržovací dávka, přičemž důležité je učinit i patřičné změny ve stravě.
Vzhledem k tomu, že avitaminóza niacinu bývá většinou spojena i s nedostatkem dalších vitamínů skupiny B, je třeba zabezpečit i jejich dostatečný příjem.

## Prognóza
Neléčená pellagra končívá často smrtí (má až 50% úmrtnost) během čtyř až pěti let. Smrt nastává většinou v důsledku infekčních komplikací, podvýživy způsobené masivním průjmem, krvácení z zažívacího traktu nebo těžkého encefalopatického syndromu.

## Prevence
Prevence spočívá především v pestré stravě bohaté na niacin a další vitamíny, případně doplnění nedostatku vhodným doplňkem stravy. Nicméně v mnoha státech světa není taková strava ani doplňky výživy dostupné, a tak se pellagra stává nevyhnutelnou komplikací chudoby.